# NGC 3384
NGC 3384 is een elliptisch sterrenstelsel in het sterrenbeeld Leeuw. Het hemelobject werd op 11 maart 1784 ontdekt door de Duits-Britse astronoom William Herschel.

## Synoniemen
- NGC 3371?
- UGC 5911
- MCG 2-28-12
- CGCG 66-21
- PRC C-34
- PGC 32292